# Datsun DA
Der Datsun DA war das erste Nachkriegsfahrzeug des Automobilherstellers Datsun. Nach dem Ende des Zweiten Weltkrieges war die Nissan Motor Company finanziell schwer getroffen. Ein Großteil der Produktion wurde im Jahr 1944 eingestellt, da viele Fabriken durch Bombenangriffe beschädigt waren. Aufgrund der für das japanische Militär benötigten Kapazitäten für Militärfahrzeuge wurde die Pkw-Produktion 1938 fast völlig eingestellt.
1946 begann Nissan mit den Vorbereitungen zur Aufnahme der Produktion. Fabriken wurden wieder aufgebaut und repariert und der erste Nachkriegs-Pkw von Datsun, der Datsun DA, wurde entworfen. Aufgrund von Materialmangel und fehlender Ressourcen wurde dies eine modifizierte Version des Vorkriegsmodell Datsun 17. Das erste Nachkriegs-Fahrzeug von Datsun war der Datsun 1121, ein kleiner Lkw, der auf dem Vorkriegsmodell Datsun 17 Truck beruhte. Der 1121 wurde ab August 1946 hergestellt und im November 1947 folgte ihm der Datsun DA. All die schönen Details der Vorkriegs-Modelle waren verschwunden, da Chrom nicht erhältlich war.
Der Kühlergrill bestand daher aus einer Stahlplatte mit eingestanzten Löchern. Zu Beginn hatte der DA eine eckige flache Rückseite.
Gegen Ende der Produktion wurde diese neu gestaltet und hatte eine viel rundere Form. Die Motorhaube war die vom Datsun 17 Truck und nicht vom Datsun 17, da so parallel zum 1121 leichter produziert werden konnte.
Als Antrieb kam der Vorkriegs-Motor Datsun Typ 7-Engine mit 722 cm³ und 16 PS, gekoppelt mit einem 3-Gang-Schaltgetriebe zum Einsatz. Der Datsun DA wurde nichtmal ein Jahr produziert, war aber ein wichtiger Schritt zur Rückkehr zur richtigen Pkw-Produktion. 1948 ersetzte ihn der Datsun DS.